# Devario
Devario är ett släkte i de flesta fall långsträckta stimfiskar bland karpfiskarna som förekommer i Asien. Flera av dem hålls ofta som akvariefiskar.

## Taxonomi
Arten Danio rerio (sebrafisk, leoparddanio) beskrevs första gången år 1822 av Francis Buchanan-Hamilton, en kirurg som arbetade för den Brittiska Ostindiska Kompaniet. Släktet delades upp år 1916, ett knappt sekel senare. De större arterna lämnades då kvar i släktet Danio medan de mindre arterna, såsom Danio rerio, infördes i det nya släktet Brachydanio. År 1991 slogs de två släktena samman igen, men de flesta större arter som tidigare tillhört Danio överfördes till släktet Devario.

## Arter
Det finns 38 nominella arter beskrivna per den 22 juni 2012:
| - Devario acrostomus (Fang & Kottelat, 1999) - Devario acuticephala (Hora, 1921) - Devario aequipinnatus (McClelland, 1839) – jättedanio - Devario affinis (Blyth, 1860) - Devario annandalei (Chaudhuri, 1908) - Devario anomalus Conway, Mayden & Tang, 2009 - Devario apogon (Chu, 1981) - Devario apopyris (Fang & Kottelat, 1999) - Devario assamensis (Barman, 1984) - Devario auropurpureus (Annandale, 1918) - Devario browni (Regan, 1907) - Devario chrysotaeniatus (Chu, 1981) - Devario devario (Hamilton, 1822) – devariodanio - Devario fangfangae (Kottelat, 2000) - Devario fraseri (Hora, 1935) - Devario gibber (Kottelat, 2000) - Devario horai (Barman, 1983) - Devario interruptus (Day, 1870) - Devario kakhienensis (Anderson, 1879) | - Devario laoensis (Pellegrin & P. W. Fang, 1940) - Devario leptos (Fang & Kottelat, 1999) - Devario maetaengensis (Fang, 1997) - Devario malabaricus (Jerdon, 1849) – malabardanio - Devario manipurensis (Barman, 1987) - Devario naganensis (Chaudhuri, 1912) - Devario neilgherriensis (Day, 1867) - Devario ostreographus (McClelland, 1839) - Devario pathirana (Kottelat & Pethiyagoda, 1990) - Devario peninsulae (Smith, 1945) - Devario regina (Fowler, 1934) - Devario salmonata (Kottelat, 2000) - Devario shanensis (Hora, 1928) - Devario sondhii (Hora & Mukerji, 1934) - Devario spinosus (Day, 1870) - Devario strigillifer (Myers, 1924) - Devario suvatti (Fowler, 1939) - Devario xyrops Fang & Kullander, 2009 - Devario yuensis (Arunkumar & Tombi Singh, 1998) |

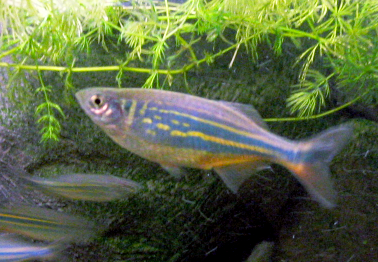
Devario malabaricus
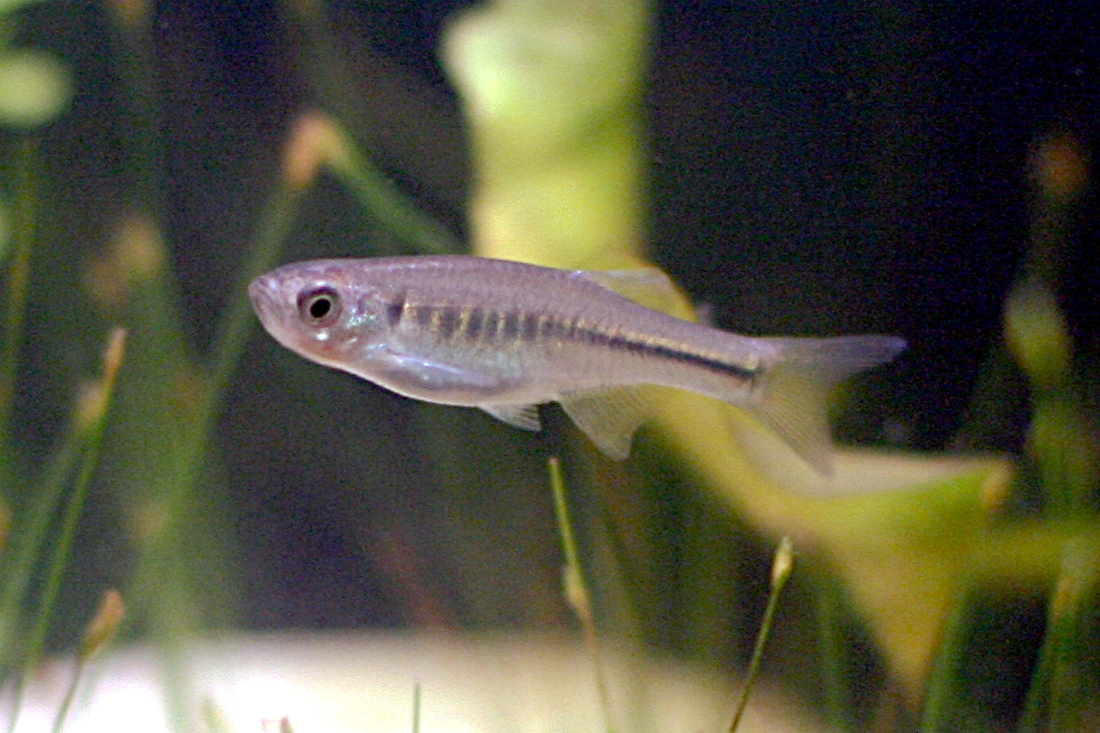
Devario maetaengensis